# HD 116831
HD 116831，又名BD-00 2686，SAO 139337、HR 5059，是一颗恒星，视星等为5.97，位于銀經320.78，銀緯60.47，其B1900.0坐标为赤經13h 21m 4s，赤緯-0° 60.47′ 21″。